# Monorhaphis chuni
Monorhaphis chuni är en svampdjursart som beskrevs av Schulze 1904. Monorhaphis chuni ingår i släktet Monorhaphis och familjen Monorhaphidae.
Artens utbredningsområde är havet utanför Tanzania. Inga underarter finns listade i Catalogue of Life.